# Sweet Oblivion
| Оценки критиков               | Оценки критиков |
| Источник                      | Оценка          |
| ----------------------------- | --------------- |
| AllMusic                      | [ 8 ]           |
| Entertainment Weekly          | B+              |
| Kerrang!                      | 4/5             |
| Los Angeles Times             | [ 11 ]          |
| NME                           | 8/10            |
| Q                             | [ 13 ]          |
| The Rolling Stone Album Guide | [ 7 ]           |
| Select                        | 5/5             |
| Spin Alternative Record Guide | 9/10            |
| The Village Voice             | B+              |

Sweet Oblivion (с англ. — «Сладкое Забвение») — шестой студийный альбом группы Screaming Trees, выпущенный 8 сентября 1992 года. Sweet Oblivion был самым коммерчески успешным альбомом группы (продано более 300 тысяч копий) до выхода Dust; он принёс Screaming Trees большую популярность. Сингл «Nearly Lost You» стал самым большим хитом группы.

## Список композиций
| #  | Песня                   | Длительность | Автор                                 |
| -- | ----------------------- | ------------ | ------------------------------------- |
| 01 | «Shadow of the Season»  | 4:34         | Г. Л. Коннер/Ланеган                  |
| 02 | «Nearly Lost You»       | 4:07         | Г. Л. Коннер/В. Коннер/Ланеган        |
| 03 | «Dollar Bill»           | 4:35         | В. Коннер/Ланеган                     |
| 04 | «More or Less»          | 3:11         | Г. Л. Коннер/В. Коннер/Ланеган        |
| 05 | «Butterfly»             | 3:22         | Г. Л. Коннер/В. Коннер/Ланеган        |
| 06 | «For Celebrations Past» | 4:09         | Г. Л. Коннер/В. Коннер/Ланеган/Мартин |
| 07 | «The Secret Kind»       | 3:08         | Г. Л. Коннер/В. Коннер/Ланеган/Мартин |
| 08 | «Winter Song»           | 3:43         | Г. Л. Коннер/Ланеган                  |
| 09 | «Troubled Times»        | 5:20         | Г. Л. Коннер/В. Коннер/Ланеган/Мартин |
| 10 | «No One Knows»          | 5:13         | Г. Л. Коннер/Ланеган                  |
| 11 | «Julie Paradise»        | 5:05         | В. Коннер/Ланеган                     |

## Чарты
Альбом
| Год  | Чарт          | Высшая позиция |
| ---- | ------------- | -------------- |
| 1992 | Heatseekers   | 4              |
| 1993 | Billboard 200 | 141            |

Синглы
| Год  | Сингл             | Чарт                   | Высшая позиция |
| ---- | ----------------- | ---------------------- | -------------- |
| 1992 | «Nearly Lost You» | Mainstream Rock Tracks | 12             |
| 1992 | «Nearly Lost You» | Modern Rock Tracks     | 5              |
| 1992 | «Nearly Lost You» | Hot 100 Airplay        | 62             |
| 1992 | «Nearly Lost You» | UK Singles Chart       | 50             |
| 1993 | «Dollar Bill»     | Mainstream Rock Tracks | 40             |
| 1993 | «Dollar Bill»     | Modern Rock Tracks     | 28             |
| 1993 | «Dollar Bill»     | UK Singles Chart       | 52             |

## Видеоклипы
Клипы были сняты на песни Shadow of the Season, Nearly Lost You, Dollar Bill и Butterfly.